# Widad Ketfi
Widad Ketfi, née le 17 juin 1985 à Bondy (Seine-Saint-Denis), est une journaliste indépendante et blogueuse au Bondy Blog.

## Biographie
Widad Ketfi est une fille d'immigrés algériens. Elle vit en Seine-Saint-Denis.

### Études
Titulaire d'un baccalauréat ES en 2003, elle obtient une licence lettres modernes spécialisées en Information et communication à l'université Paris IV Sorbonne entre 2003 à 2005.

## Carrière

### Bondy Blog
Elle était journaliste et chroniqueuse politique pour le Bondy Blog depuis 2007 ; ce blog a pour objectif de donner la parole aux banlieues françaises. En 2015, la journaliste Aida Alami, dans le quotidien américain The New York Times, qualifie Widad Ketfi d'une des principales auteures du Bondy Blog.
Lors de la visite de Bondy en 2010 par l'ambassadeur américain Charles Rivkin et l'acteur Samuel L. Jackson, Widad Ketfi, alors âgée de 25 ans est parmi les étudiants qui accueillent ces deux personnalités. Elle considère que l'attention américaine prouve que les jeunes de banlieue réussissent et que « nous ne sommes pas invisibles ».

### Journalisme
Par ailleurs elle intervenait aussi en tant que freelance pour plusieurs médias d'audience nationale dont Canal + et M6.
Le 8 mars 2010, elle fait la une du journal Le Monde intitulé « Où en sont les femmes ? » consacré à la 100e journée internationale de la femme.[réf. nécessaire] Avec sa collègue Faïza Zerouala, Widad Ketfi se présente comme « ni féministe, ni soumise » et épingle les mouvements « néoféministes laïcards ».
Selon Pierre-André Taguieff, Widad Ketfi ferait preuve de « républicophobie »
En 2018, elle commence à travailler pour AJ+, média faisant partie du groupe d'Al Jazeera Media détenu par l'État du Qatar et considéré comme "propagande du Qatar".

#### Journactivisme
Avec Sihame Assbague, elles utilisent des applications comme Periscope pour mener des contre-enquêtes sur des articles ou propos jugés diffamatoires, par exemple un dossier du Figaro Magazine consacré à la ville de Saint-Denis. Pour Widad Ketfi, dans l'article du Figaro Magazine, « les témoignages récoltés montrent que des propos ont été réécrits par la journaliste ».
Toujours avec Sihame Assbague, elles expriment leur opinion en direct sur YouTube (sous le hashtag #DossierTabouche) sur l'émission de M6, diffusée le 28 septembre 2016, titrée L'islam en France : la République en échec et présentée par le journaliste Bernard de La Villardière. L'anthropologue Nacira Guénif-Souilamas et l'ancien consul de Tunisie en France Karim Azouz ont participé à cette émission.

#### Israël/ Palestine
Widad Ketfi explique qu'au sein de la rédaction d'un grand média, sans citer celui-ci, son professionnalisme est mis en doute à propos du conflit israélo-palestinien, à cause de ses origines maghrébines.
En 2014, elle décide de se rendre seule à Gaza quelques mois après l'opération bordure protectrice pour raconter l'après-guerre et la reconstruction de la bande de Gaza à travers des reportages et des portraits.
Elle considère qu'à travers leurs lignes éditoriales, les médias français stigmatisent les Arabes, les musulmans et les jeunes issus des quartiers populaires .
Widad Ketfi se décrit comme une journaliste de « zone d'exclusion », en référence au média américain Fox News indiquant, à tort, que la police française évite certains quartiers majoritairement musulmans parce qu'ils étaient dangereux.

#### Islam / islamophobie
Sur ces sujets, elle prend la défense du CCIF face à Gilles Clavreul, délégué du gouvernement chargé par Manuel Valls de la lutte contre le racisme,.

#### Diversité
En octobre 2015, dans le numéro spécial « banlieue » de Libération, elle rédige une lettre ouverte aux directeurs de rédaction des médias français, pour dénoncer le manque de diversité au sein des rédactions : « La caste blanche, riche, parisienne, digne héritière, domine les médias mainstream. Si les statistiques ethniques sur les salariés n’existent pas, elles brillent pourtant par leur flagrance : aucun journaliste noir à Libération, à peine plus au Monde, où les journalistes non blancs se comptent sur les doigts d’une main. Idem pour Mediapart, qui par son indépendance et sa ligne devrait être exemplaire ».

## Pause spirituelle
Widad Ketfi explique en novembre 2019 dans l'émission " Salade Tomate Oignon " du média digital VL Média être actuellement en "pause spirituelle", autrement dit au chômage.

## Intervention
En 2016, elle est invitée à l'Organisation des Nations unies (ONU) pour participer à un congrès sur le discours d'incitation à la haine. Elle profite de cette intervention pour évoquer sur la Radio des Nations unies des sujets d'actualité comme la présence des musulmans dans les médias en France, l'attraction de l'État islamique pour certains jeunes, le port du voile….